# 791
791 (DCCXCI) var ett normalår som började en torsdag i den julianska kalendern.

## Händelser

### Okänt datum
- Avarer invaderar Europa igen, men besegras av Karl den store.
- Alfonso II blir kung av Asturien.

## Födda
- Idris II, andra regenten i Idrissiddynastin av Fès, Marocko (död 828)

## Avlidna
- Artgal mac Cathail, kung av Connacht.